# Red Bull RB8
O Red Bull RB8 é o modelo da equipa Red Bull Racing para a temporada de 2012 de Fórmula 1. Condutores: Sebastian Vettel e Mark Webber. A equipa fez o lançamento do carro no dia 6 de fevereiro, pouco antes dos testes coletivos em Jerez de la Frontera.
Antes mesmo da temporada ter início, o modelo recebeu atualizações, durante os treinos em Barcelona, com uma nova saída do escapamento e uma nova frente.
Após o Grande Prêmio de Mônaco, as equipes Ferrari, Mercedes e McLaren expressarem dúvidas sobre a legalidade dos buracos no assoalho do modelo, em frente às rodas traseiras do RB8, que acabaram sendo banidos pela FIA.

## Resultados[6]
(legenda) (em negrito indica pole position e itálico volta mais rápida)
| Ano  | Chassis | Motor                | Pneus | N° | Pilotos           | 1   | 2   | 3   | 4   | 5   | 6   | 7   | 8   | 9   | 10  | 11  | 12  | 13  | 14  | 15  | 16  | 17  | 18  | 19  | 20  | Pontos | Posição |  |
| ---- | ------- | -------------------- | ----- | -- | ----------------- | --- | --- | --- | --- | --- | --- | --- | --- | --- | --- | --- | --- | --- | --- | --- | --- | --- | --- | --- | --- | ------ | ------- |  |
|      |         |                      |       |    |                   |     |     |     |     |     |     |     |     |     |     |     |     |     |     |     |     |     |     |     |     |        |         |  |
|      |         |                      |       |    |                   | AUS | MAL | CHN | BHR | ESP | MON | CAN | EUR | GBR | GER | HUN | BEL | ITA | CIN | JPN | KOR | IND | ABD | USA | BRA |        |         |  |
| 2012 | RB8     | Renault RS27-2012 V8 | P     | 1  | Sebastian Vettel* | 2   | 11  | 5   | 1   | 6   | 4   | 4   | Ret | 3   | 5   | 4   | 2   | 22† | 1   | 1   | 1   | 1   | 3   | 2   | 6*  | 460*   | 1º      |  |
| 2012 | RB8     | Renault RS27-2012 V8 | P     | 2  | Mark Webber       | 4   | 4   | 4   | 4   | 11  | 1   | 7   | 4   | 1   | 8   | 8   | 6   | 20† | 11  | 9   | 2   | 3   | Ret | Ret | 4   | 460*   | 1º      |  |

* Campeão da temporada.
† Completou mais de 90% da distância da corrida.